# Copa Centroamericana 2011
De UNCAF Nations Cup 2011 was de elfde editie van dit toernooi voor de zeven UNCAF leden, de CONCACAF landen uit Centraal-Amerika. Het was de tweede keer dat Panama het toernooi organiseert. De top vijf van dit toernooi plaatst zich voor de CONCACAF Gold Cup 2011. Het toernooi werd van 14 januari 2011 tot en met 23 januari 2011 gespeeld.

## Deelnemende landen
Alle zeven UNCAF leden namen deel.
| Groep A     | Groep A | Groep A                                         | Groep B    | Groep B | Groep B                                      |
| Land        | Aantal  | Beste resultaat                                 | Land       | Aantal  | Beste resultaat                              |
| ----------- | ------- | ----------------------------------------------- | ---------- | ------- | -------------------------------------------- |
| Belize      | 7e      | Groepsfase (1995, 1999, 2001, 2005, 2007, 2009) | Costa Rica | 11e     | Winnaar (1991, 1997, 1999, 2003, 2005, 2007) |
| El Salvador | 11e     | Derde (1991, 1995, 1997, 2001, 2003)            | Guatemala  | 10e     | Winnaar (2001)                               |
| Nicaragua   | 8e      | Vijfde (2009)                                   | Honduras   | 11e     | Winnaar (1993, 1995)                         |
| Panama      | 9e      | Winnaar (2009)                                  |            |         |                                              |

## Stadion
| Panama-Stad                                 | · Panama-Stad |
| Estadio Rommel Fernández Capaciteit: 32.000 | · Panama-Stad |
|                                             | · Panama-Stad |

## Groepsfase
De loting voor de groepsfase vond plaats op 20 september 2010 in Panama-Stad.
| Betekenis van de kleuren                   |
| ------------------------------------------ |
| Geplaatst voor Knockoutfase                |
| Geplaatst voor wedstrijd Om vijfde plaats* |

*De wedstrijd om de vijfde plaats is van belang omdat de winnaar zich, net als de nummers 1 tot en met 4, plaatst voor de CONCACAF Gold Cup 2009

### Groep A
| Team        | AW | W | G | V | DV | DT | DS | Pnt |
| ----------- | -- | - | - | - | -- | -- | -- | --- |
| Panama      | 3  | 3 | 0 | 0 | 6  | 0  | +6 | 9   |
| El Salvador | 3  | 2 | 0 | 1 | 7  | 4  | +3 | 6   |
| Nicaragua   | 3  | 0 | 1 | 2 | 1  | 5  | −4 | 1   |
| Belize      | 3  | 0 | 1 | 2 | 3  | 8  | −5 | 1   |

|                                                      |                                  |                  |           |                                                                                          |
| 14 januari 2011 «onderlinge duels» 17:00 uur (UTC−5) | El Salvador                      | 2 – 0            | Nicaragua | Estadio Rommel Fernández, Panama-Stad Toeschouwers: 2.000 Scheidsrechter: Walter Quesada |
| 14 januari 2011 «onderlinge duels» 17:00 uur (UTC−5) | Jaime Alas 70' Rafael Burgos 75' | Wedstrijdverslag |           | Estadio Rommel Fernández, Panama-Stad Toeschouwers: 2.000 Scheidsrechter: Walter Quesada |

|                                                      |                                     |                  |        |                                                                                        |
| 14 januari 2011 «onderlinge duels» 21:00 uur (UTC−5) | Panama                              | 2 – 0            | Belize | Estadio Rommel Fernández, Panama-Stad Toeschouwers: 10.000 Scheidsrechter: José Pineda |
| 14 januari 2011 «onderlinge duels» 21:00 uur (UTC−5) | Edwin Aguilar 22' Roberto Brown 28' | Wedstrijdverslag |        | Estadio Rommel Fernández, Panama-Stad Toeschouwers: 10.000 Scheidsrechter: José Pineda |

|                                                      |                                              |                  |                                                                          |                                                                                          |
| 16 januari 2011 «onderlinge duels» 15:00 uur (UTC−5) | Belize                                       | 2 – 5            | El Salvador                                                              | Estadio Rommel Fernández, Panama-Stad Toeschouwers: 1.500 Scheidsrechter: Ricardo Cerdas |
| 16 januari 2011 «onderlinge duels» 15:00 uur (UTC−5) | Elroy Smith 45+1' (pen.) Orlando Jimenez 76' | Wedstrijdverslag | 15' Osael Romero 24', 46' Rafael Burgos 54' Jaime Alas 59' Deris Umanzor | Estadio Rommel Fernández, Panama-Stad Toeschouwers: 1.500 Scheidsrechter: Ricardo Cerdas |

|                                                      |                                      |                  |           |                                                                                         |
| 16 januari 2011 «onderlinge duels» 19:00 uur (UTC−5) | Panama                               | 2 – 0            | Nicaragua | Estadio Rommel Fernández, Panama-Stad Toeschouwers: 6.000 Scheidsrechter: Gualter Lopez |
| 16 januari 2011 «onderlinge duels» 19:00 uur (UTC−5) | Armando Cooper 15' Luis Rentería 80' | Wedstrijdverslag |           | Estadio Rommel Fernández, Panama-Stad Toeschouwers: 6.000 Scheidsrechter: Gualter Lopez |

|                                                      |                           |                  |                    |                                                                                       |
| 18 januari 2011 «onderlinge duels» 17:00 uur (UTC−5) | Nicaragua                 | 1 – 1            | Belize             | Estadio Rommel Fernández, Panama-Stad Toeschouwers: 20.000 Scheidsrechter: Marco Brea |
| 18 januari 2011 «onderlinge duels» 17:00 uur (UTC−5) | Denis Espinoza 10' (pen.) | Wedstrijdverslag | 81' Daniel Jiménez | Estadio Rommel Fernández, Panama-Stad Toeschouwers: 20.000 Scheidsrechter: Marco Brea |

|                                                      |                                      |                  |             |                                                            |
| 18 januari 2011 «onderlinge duels» 21:00 uur (UTC−5) | Panama                               | 2 – 0            | El Salvador | Estadio Rommel Fernández, Panama-Stad Toeschouwers: 20.000 |
| 18 januari 2011 «onderlinge duels» 21:00 uur (UTC−5) | Edwin Aguilar 25' Armando Cooper 79' | Wedstrijdverslag |             | Estadio Rommel Fernández, Panama-Stad Toeschouwers: 20.000 |

### Groep B
| Team       | AW | W | G | V | DV | DT | DS | Pnt |
| ---------- | -- | - | - | - | -- | -- | -- | --- |
| Honduras   | 2  | 1 | 1 | 0 | 4  | 2  | +2 | 4   |
| Costa Rica | 2  | 1 | 1 | 0 | 3  | 1  | +2 | 4   |
| Guatemala  | 2  | 0 | 0 | 2 | 1  | 5  | −4 | 0   |

|                                                      |                  |                  |                   |                                                                                          |
| 14 januari 2011 «onderlinge duels» 19:00 uur (UTC−5) | Costa Rica       | 1 – 1            | Honduras          | Estadio Rommel Fernández, Panama-Stad Toeschouwers: 6.000 Scheidsrechter: Roberto García |
| 14 januari 2011 «onderlinge duels» 19:00 uur (UTC−5) | Victor Núñez 42' | Wedstrijdverslag | 90+1' Ramón Núñez | Estadio Rommel Fernández, Panama-Stad Toeschouwers: 6.000 Scheidsrechter: Roberto García |

|                                                      |           |                  |                      |                                                                                          |
| 16 januari 2011 «onderlinge duels» 17:00 uur (UTC−5) | Guatemala | 0 – 2            | Costa Rica           | Estadio Rommel Fernández, Panama-Stad Toeschouwers: 2.000 Scheidsrechter: Roberto Moreno |
| 16 januari 2011 «onderlinge duels» 17:00 uur (UTC−5) |           | Wedstrijdverslag | 47', 82' Marco Ureña | Estadio Rommel Fernández, Panama-Stad Toeschouwers: 2.000 Scheidsrechter: Roberto Moreno |

|                                                      |                                       |                  |                       |                                                                                      |
| 18 januari 2011 «onderlinge duels» 19:00 uur (UTC−5) | Honduras                              | 3 – 1            | Guatemala             | Estadio Rommel Fernández, Panama-Stad Toeschouwers: 500 Scheidsrechter: Joel Aguilar |
| 18 januari 2011 «onderlinge duels» 19:00 uur (UTC−5) | Ramón Núñez 13' Jorge Claros 42', 89' | Wedstrijdverslag | 24' Guillermo Ramírez | Estadio Rommel Fernández, Panama-Stad Toeschouwers: 500 Scheidsrechter: Joel Aguilar |

## Knock-outfase
|  | halve finale             | halve finale             |   |                          | finale                   | finale |
|  |                          |                          |   |                          |                          |        |
|  | 21 januari – Panama-Stad |                          |   |                          |                          |        |
|  | Honduras                 | 2                        |   |                          |                          |        |
|  | El Salvador              | 0                        |   |                          |                          |        |
|  |                          |                          |   |                          |                          |        |
|  |                          |                          |   |                          | 23 januari – Panama-Stad |        |
|  |                          |                          |   |                          | Honduras                 | 2      |
|  |                          | Costa Rica               | 1 |                          |                          |        |
|  |                          |                          |   |                          |                          |        |
|  |                          |                          |   |                          | derde plaats             |        |
|  | 21 januari – Panama-Stad | 21 januari – Panama-Stad |   | 23 januari – Panama-Stad | 23 januari – Panama-Stad |        |
|  | Panama                   | 1 (2)                    |   | El Salvador              | 0 (4)                    |        |
|  | Costa Rica               | 1 (4)                    |   |                          | Panama                   | 0 (5)  |

### Om vijfde plaats
|                                                      |                     |                  |                                    |                                                                             |
| 21 januari 2011 «onderlinge duels» 16:00 uur (UTC−5) | Nicaragua           | 1 – 2            | Guatemala                          | Estadio Rommel Fernández, Panama-Stad Scheidsrechter: Roberto García Orozco |
| 21 januari 2011 «onderlinge duels» 16:00 uur (UTC−5) | Félix Rodríguez 23' | Wedstrijdverslag | 45+1' Gregory Ruiz 66' Manuel León | Estadio Rommel Fernández, Panama-Stad Scheidsrechter: Roberto García Orozco |

### Halve finale
|                                                      |                                        |                  |             |                                                                      |
| 21 januari 2011 «onderlinge duels» 18:30 uur (UTC−5) | Honduras                               | 2 – 0            | El Salvador | Estadio Rommel Fernández, Panama-Stad Scheidsrechter: Wálter Quesada |
| 21 januari 2011 «onderlinge duels» 18:30 uur (UTC−5) | Johnny Leverón 77' Marvin Chávez 90+3' | Wedstrijdverslag |             | Estadio Rommel Fernández, Panama-Stad Scheidsrechter: Wálter Quesada |

|                                                      |                |       |                  |                                                                    |
| 21 januari 2011 «onderlinge duels» 21:00 uur (UTC−5) | Panama         | 1 – 1 | Costa Rica       | Estadio Rommel Fernández, Panama-Stad Scheidsrechter: Joel Aguilar |
| 21 januari 2011 «onderlinge duels» 21:00 uur (UTC−5) | Blas Pérez 75' |       | 67' Celso Borges | Estadio Rommel Fernández, Panama-Stad Scheidsrechter: Joel Aguilar |

|                                                      |       | strafschoppen                                                    |  |
| Blas Pérez Gabriel Torres Gabriel Gómez Felipe Baloy | 2 – 4 | Celso Borges Victor Núñez Marco Ureña Dennis Marshall Roy Miller |  |

### Troostfinale
|                                                      |                                                                        |       |                                                                        |                                                                      |
| 23 januari 2011 «onderlinge duels» 15:30 uur (UTC−5) | El Salvador                                                            | 0 – 0 | Panama                                                                 | Estadio Rommel Fernández, Panama-Stad Scheidsrechter: Benigno Pineda |
| 23 januari 2011 «onderlinge duels» 15:30 uur (UTC−5) | Wedstrijdverslag                                                       |       |                                                                        | Estadio Rommel Fernández, Panama-Stad Scheidsrechter: Benigno Pineda |
| 23 januari 2011 «onderlinge duels» 15:30 uur (UTC−5) | Strafschoppen                                                          |       |                                                                        | Estadio Rommel Fernández, Panama-Stad Scheidsrechter: Benigno Pineda |
| 23 januari 2011 «onderlinge duels» 15:30 uur (UTC−5) | Arturo Álvarez Jaime Alas Lester Blanco Dagoberto Portillo Dennis Alas | 4 – 5 | Roberto Brown Gabriel Torres Eybir Bonaga Erik Davis Amilcar Henríquez | Estadio Rommel Fernández, Panama-Stad Scheidsrechter: Benigno Pineda |

### Finale
|                                                      |                                      |                  |                 |                                                                    |
| 23 januari 2011 «onderlinge duels» 18:00 uur (UTC−5) | Honduras                             | 2 – 1            | Costa Rica      | Estadio Rommel Fernández, Panama-Stad Scheidsrechter: Walter Lopez |
| 23 januari 2011 «onderlinge duels» 18:00 uur (UTC−5) | Walter Martínez 8' Emil Martínez 53' | Wedstrijdverslag | 73' Marco Ureña | Estadio Rommel Fernández, Panama-Stad Scheidsrechter: Walter Lopez |

| Kampioen Copa Centroamericana 2011 |
| ---------------------------------- |
|                                    |
| HONDURAS 3e titel                  |

Geplaatst voor de CONCACAF Gold Cup 2011
- El Salvador
- Costa Rica
- Panama
- Honduras
- Guatemala

## Doelpuntenmakers
3 doelpunten
 Rafael Burgos

 Marco Ureña
2 doelpunten
 Jaime Alas

 Armando Cooper
 Jorge Claros 

 Ramón Núñez
 Edwin Aguilar 

1 doelpunt
 Daniel Jiménez 

 Orlando Jiménez 

 Elroy Smith 

 Celso Borges 

 Victor Núñez 

 Osael Romero 

 Deris Umanzor
 Manuel León 

 Guillermo Ramírez 

 Gregory Ruiz 

 Marvin Chávez 

 Johnny Leverón 

 Emil Martínez

 Walter Martínez 

 Denis Espinoza 

 Félix Rodríguez 

 Roberto Brown 

 Blas Pérez 

 Luis Rentería 